# Муром (Белгородская область)
Му́ром — село в Шебекинском районе Белгородской области России, административный центр Муромского сельского поселения.

## География
Село расположено в регионе Черноземья на юго-западе Шебекинского района по обеим склонах Напрасного яра (историческая часть находится на его левой, южной стороне).

## История

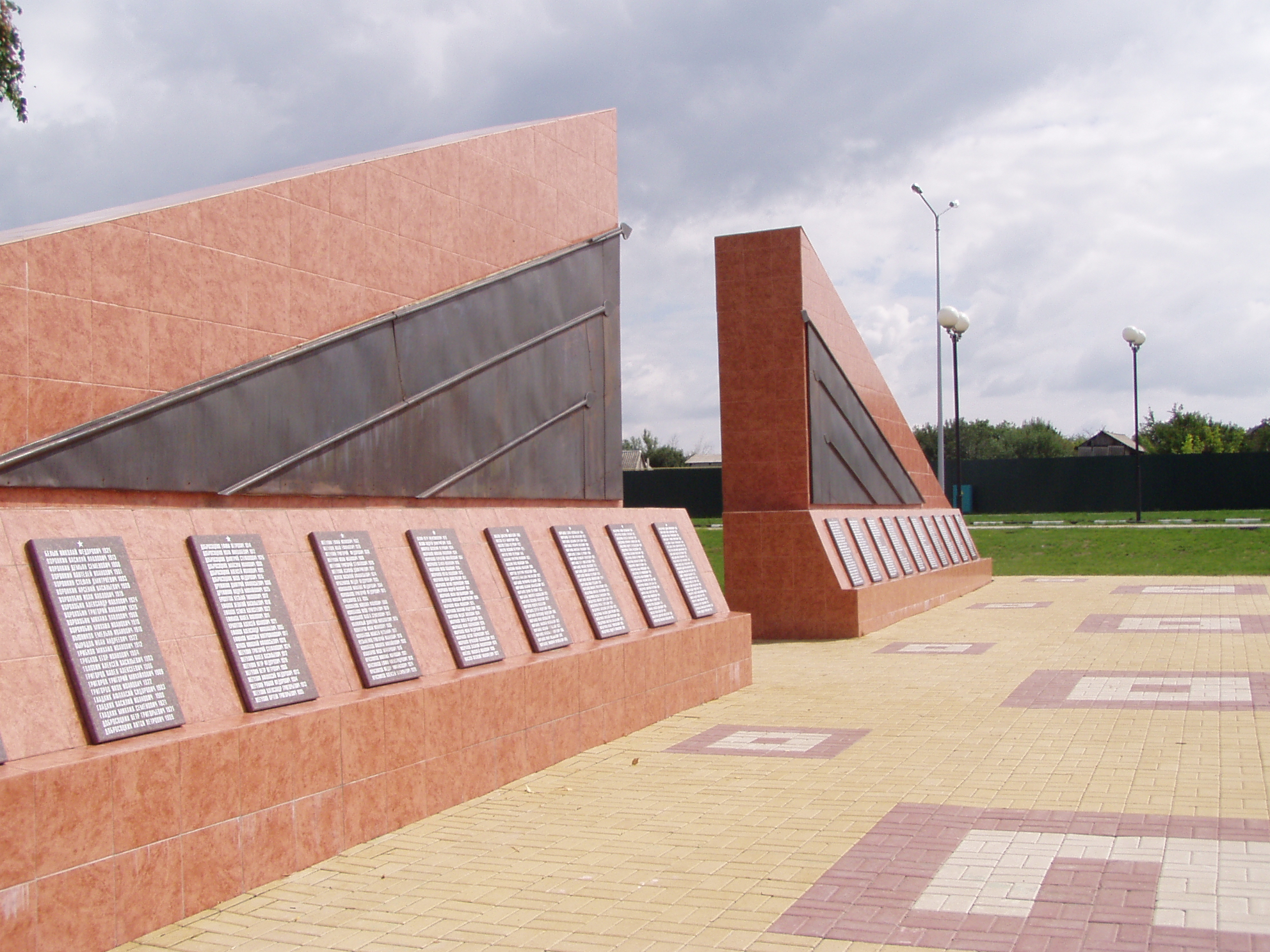
Братская могила 345 советских воинов, погибших в боях с фашистскими захватчиками

- Первое упоминание о Муроме встречается в Списке с Писцовой книги Белгородского уезда 1626 года[3] под топонимом «село Муромское», где перечисляются испомещеные служилые люди, фамилии которых прослеживаются до настоящего времени.
- Позднее вошло в состав Слобожа́нщины.
- В 1773 году село Муром состояло в ведении Липецкого комиссарства Слободской губернии.
- С 1779 года было отнесено к Белгородской провинции Курского наместничества.
- Тогда же всё крепостное население Мурома переселили в соседнее село Напрасное[4], ныне Архангельское.
- В XVIII—XIX веках Муром славился своими гончарами. Три раза в год здесь проходили ярмарки.
- В 1810 году в селе построен деревянный храм во имя святителя Николая Мирликийского.
- В середине XIX века в Муроме были 4 ветряные мельницы.[5]
- Около 1862 года Муром стал волостным центром.
- В 1870 году в селе открыли церковно-приходскую школу, потом — земскую.
- В 1874 году (по другим источникам — 1886-м) году в селе был воздвигнут каменный Троицкий храм, действующий до сих пор.
- С 20 декабря 2004 года[6] по 19 апреля 2018 года[7] село было административным центром ныне упразднённого Муромского сельского поселения.
- За 2022 год село Муром подвергалось обстрелам со стороны Украины 4 раза. По заявлению губернатора Белгородской области Вячеслава Гладкова, за все время обстрелов пострадал 1 человек, а также было повреждено много жилых домов и объекты сельской инфраструктуры.[8][9][10][11]

## Население
| 1892 | 2002  | 2010  |
| ---- | ----- | ----- |
| 4367 | ↘1318 | ↗1468 |

## Образование
- Муромская школа
- Детский сад «Солнышко»

## Культура
- Муромский культурно-досуговый центр

## Памятники
- Братская могила 345 советских воинов, погибших в боях с фашистскими захватчиками
- Памятник Николаю Фёдоровичу Ватутину

## Уроженцы Герои Социалистического Труда
- Чефранов, Николай Николаевич (1904—1989) — директор МТС, Герой Социалистического Труда.